# Sphecozone
Sphecozone là một chi nhện trong họ Linyphiidae.